# Csapodya challengeri
Csapodya challengeri är en måreväxtart som beskrevs av Attila L. Borhidi och Reyes-garcía. Csapodya challengeri ingår i släktet Csapodya och familjen måreväxter. Inga underarter finns listade i Catalogue of Life.